# Лесовидний суглинок
Лесовидний суглинок (рос. лёссовидный суглинок, англ. loess loam, нім. lössartiger Ton m, lössartiger Lehm m, Lösslehm m) — лесовидна порода, для якої характерні великий вміст глинистих частинок, присутність грубого піщаного і (рідше) галькового матеріалу, іноді мають шарувату структуру.